# Ambulyx semiplacida
Espèce
Ambulyx semiplacida est une espèce de lépidoptères de la famille des Sphingidae, sous-famille des Smerinthinae, tribu des Ambulycini, et du genre Ambulyx.

## Description
L'espèce est semblable à Ambulyx placida, mais la ligne sous-terminale supérieure antérieure est plus fortement arquée et la bordure proximale jaune est plus large.

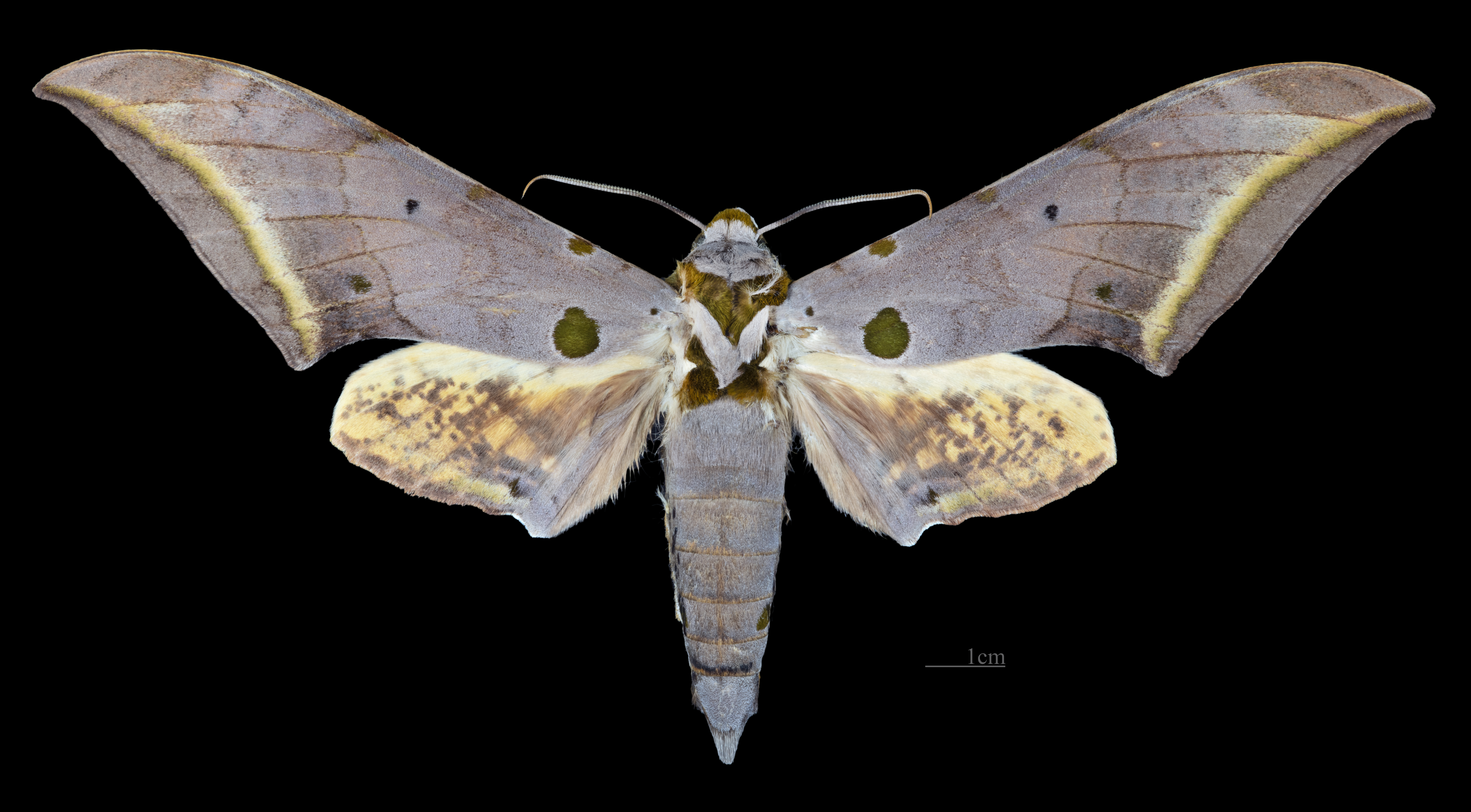
Avers du mâle (coll.MHNT)
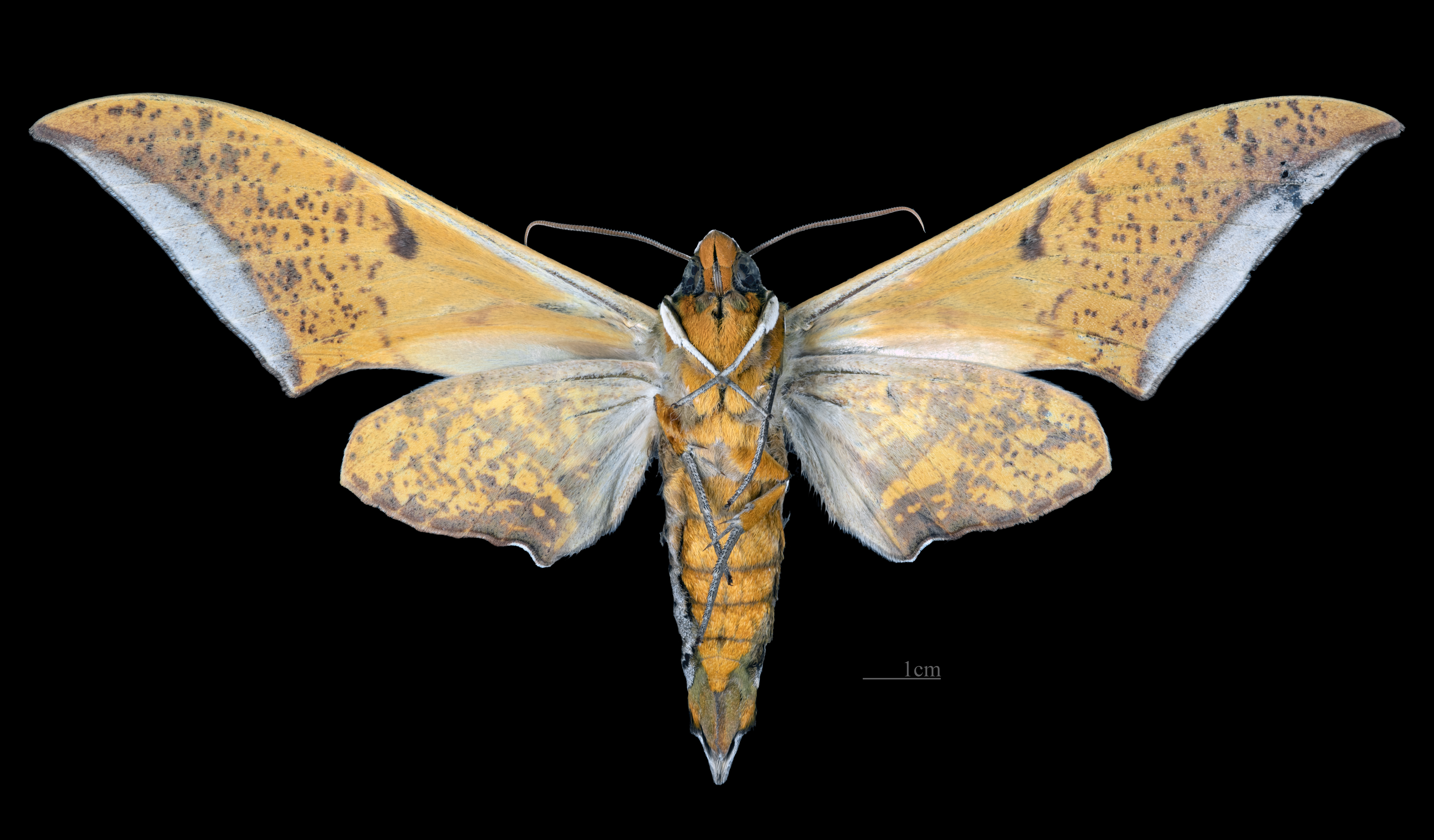
Revers du mâle (coll.MHNT)

## Distribution et habitat
Distribution
L'espèce est endémique de Taïwan.

## Systématique
- L'espèce Ambulyx semiplacida a été décrite par l'entomologiste japonais Hiroshi Inoue en 1990 initialement comme une sous-espèce d'Ambulyx placida[1].
- La localité type est Nantou Hsien, Lushan Spa, Taiwan.

## Synonymie
- Ambulyx placida semiplacida Inoue, 1990